# Lisippo Comico
Lisippo Comico (in greco antico: Λύσιππος?, Lýsippos; Arcadia, 470 a.C. – 405 a.C.) è stato un commediografo greco antico.
Ad Atene vinse le Dionisie nel 440 a.C. e nel 409 a.C. vi arrivò secondo. Molto celebre nell'antichità era la sua commedia Le Baccanti.